# Raffaello Gambogi
Raffaello Gambogi (Livorno, 27 Luglio 1874 – Antignano, 8 Febbraio 1943) è stato un pittore italiano, appartenente al gruppo dei Postmacchiaioli.

## Biografia
Nel 1892 si iscrisse all'Accademia di belle arti di Firenze, di cui anni più tardi divenne professore onorario, ed entrò in contatto con Giovanni Fattori. La personalità artistica che più lo influenzò fu però Angiolo Tommasi e quando, nel 1894, creò il suo quadro probabilmente più conosciuto - Gli emigranti - chiara è l'impronta e l'insegnamento di questo pittore.
Un altro incontro cambiò la sua vita: quello con Elin Danielson, una pittrice finlandese di talento che si era trasferita in Italia e che nel 1898 divenne sua moglie.
Si stabilirono presso Torre del Lago, dando avvio ad una collaborazione artistica molto proficua.
Gambogi entrò a far parte del circolo La Bohéme, una sorta di associazione culturale e goliardica che fiancheggiava l'opera artistica di Giacomo Puccini. In quegli anni fu in compagnia dei fratelli Tommasi - Angiolo e Ludovico - di Francesco Fanelli e di Ferruccio Pagni.
Fu questo il momento migliore per l'arte pittorica di Gambogi che, con i consigli della moglie, orientò le sue composizioni su un nuovo equilibrio tra forma e luce, creando un'atmosfera di austerità per così dire "nordica".
Con il declinare del secolo Gambogi si trasferì a Livorno, nel quartiere di Antignano. E qui incontrò la pittrice finlandese Dora Wahlroos, amica di sua moglie e da lei invitata per un breve soggiorno e se ne innamorò perdutamente, innescando una grave crisi coniugale. Cominciarono allora i suoi primi problemi di salute. La moglie in seguito lo perdonò e lo condusse in viaggio in Finlandia, viaggio che fece esplodere la malattia nervosa che il pittore stava covando, forse acuita dal senso di colpa verso la moglie. Nel 1904 dovette stabilirsi a Volterra, per farsi curare da specialisti del locale ospedale. Non si riprenderà mai completamente, anche se artisticamente parlando si notarono poco i contraccolpi di questa nevrosi, in quanto fino al 1919 (anno della morte della moglie Elin Danielson Gambogi, avvenuta ad Antignano a causa di una polmonite), vi fu un fortissimo sodalizio artistico e continua interazione pittorica tra i due, dove oggettivamente la Danielson dedicandosi al marito, sacrificò lunghi anni della sua attività creativa nell'alveo di una pittura per tematiche e soggetti molto simile a quella del Gambogi, ma assolutamente distinguibile e peculiare. Con la morte della moglie Raffaello Gambogi si chiuse progressivamente sempre di più in se stesso, accentuando le difficoltà di rapporto con gli altri.
Passò gli ultimi anni di vita in un sostanziale isolamento, fatto che con ragionevole probabilità influì assai negativamente sulla sua pittura.

### Opere
- Navi nel porto di Livorno, 1894, olio su tela, 29x19 cm, Didrichsen Art Museum, Helsinki
- L'uscita dalla Messa, 1896 (Premio Firenze)
- Gli emigranti, 1895 circa, 146x196 cm, olio su tela, Museo civico Giovanni Fattori, Livorno
- Autoritratto col cavalletto, 1899, olio su tela, 60x57
- Ritratto del pittore Victor Westerholm, 1901, olio su tela, 86x53 cm
- Chiesa di San Michele, 1905-1909, 61x54 cm, olio su tela, Fondazione Livorno
- Casa Benvenuti, 1915, olio su tela, 43x53 cm